# المثنوي المعنوي

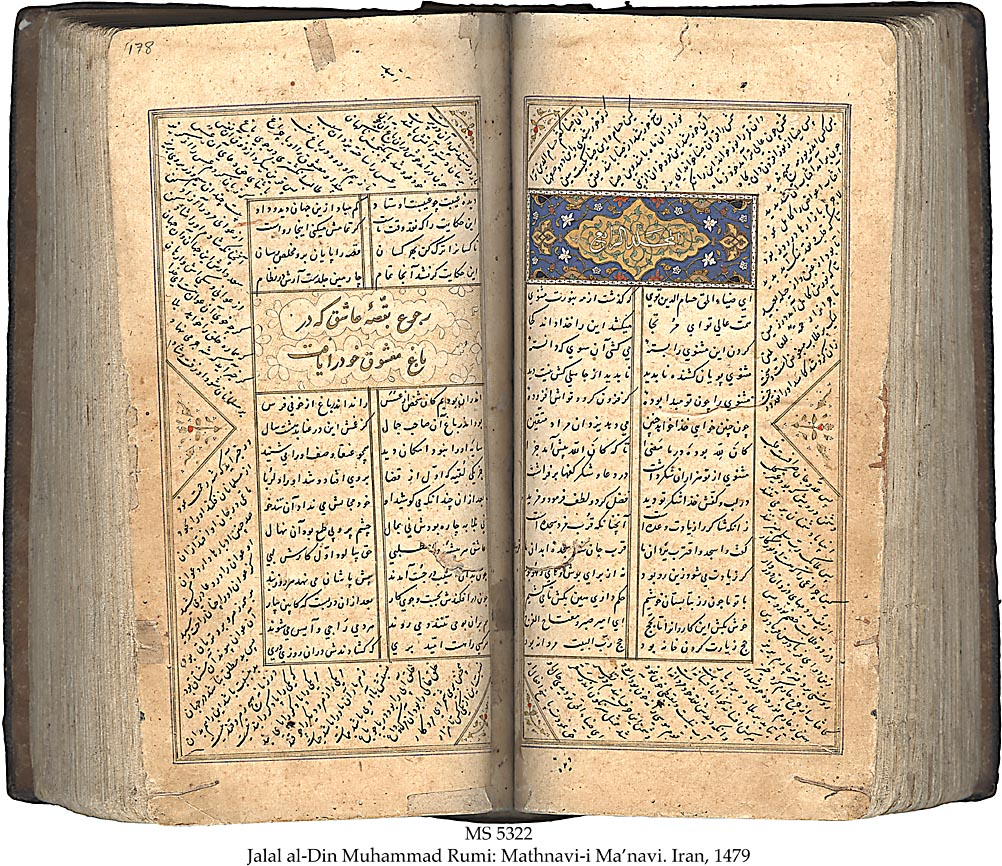
مخطوطة من كتاب المثنوي لجلال الدين الرومي

المثنوي المعنوي (بالفارسية: مثنوى معنوى) ديوان شعري بالغ الإسهاب باللغة الفارسية لجلال الدين محمد بلخي المشهور بالرومي. تعني كلمة المثنوي بالعربية النظم المزدوج في القصيدة، إذ يتّخذُ شطرا البيت الواحد قافية خاصة ويكون لكل بيت قافيته الداخلية، وبذلك تتحرر القصيدة من القافية الموحدة.
يعدُّ المثنوي أحد أهمِّ الكتب الصوفية وأعظمها تأثيرا، حتى أنّ البعض يُسمّيه «القرآن الفارسي» وهو عند كثير من النقاد والأدبيين أعظم قصيدة صوفية في الأدب.
للمثنوي طبعات متعددة ونسخ مخطوطة كثيرة منتشرة في مكتبات العالم، وله شروحٌ وترجمات كثيرة بلغات مختلفة، منها الشرقي ومنها الغربي، ويذكر حسين علي محفوظ أن الرومي نظمه بالعربية أيضا وأنه يمتلك مخطوطة النسخة العربية النفيسة.
بلغت عدد أبيات المثنوي 25632 بيتاً، موزعة على أجزاءه الستة، وفيه 424 قصة تسرد معاناة الإنسان للوصول إلى حبه الأكمل الذي هو الله.

## وصف عام
الاسم «المثنوي المعنوي» تعني الأشطار المزدوجة ذات العبرة المعنوية الروحانية، دلالة على ماهية الكتاب، إذ يتكون من أزواج أشطار ويورد العبر والأحكام.
يتألف المثنوي من النوادر والطرائف والقصص من القرآن والحديث والحوادث اليومية. تسرد هذه القصص عبرا ودروسا أو مواعظ، وترتكز بذلك على القيم والعقائد الصوفية خلافا عن ديوان الرومي.

## دواعي كتابته
وهناك روايتان حول تأليف الكتاب.

### رواية المريدين
الرواية الأولى عن طرح حسن حسام الدين، وهو أقرب المقربين للرومي، فكرة كتابة كتاب مثل «الهي نامه» لسنائي أو «منطق الطير» لفريد الدين العطار لتكون مصاحبة للكثير من الرُحّل يملأون قلوبهم بأشعار الرومي ويؤلفون الموسيقى في مصاحبتها. عند ذلك ابتسم جلال الدين واخرج من عمامته قطعة من الورق مكتوب عليها أول ثمانية عشر بيتا من المثنوي والذي يبدأ بـ:
. توسل حسام الدين بجلال الدين أن يكتب أكثر وقد رد عليه قائلاً «إذا وافقت أن تكتب لي فسوف انشد» وهكذا كان فقد. ابتدأ مولانا في بداية الخمسينيات من عمره يملي هذا العمل الضخم كما وصفه حسام الدين قائلاً:
«انه- أي جلال الدين - لم يمسك أبدا بقلم في يده حين تأليف المثنوي وأينما أراد أن يملي سواء في المدرسة أو في ساحات قونية أو في بساتين الكروم فكنت اكتب ما يملي علي وبالكاد أستطيع ملاحقته لأنها تستمر ليلا ونهارا ولبضعة أيام وفي أوقات أخرى لا يؤلف شيئا لعدة أشهر ومرة استمر الحال لمدة سنتين لم يؤلف شيئا وفي كل مرة يكتمل جزء كنت أعيد قراءته عليه لكي يستطيع تصحيح ما كتب».

### رواية ابن بطوطة
وروى الرحالة ابن بطوطة قصة مختلفة إذ قال أن الرومي:
...كان في ابتداء أمره فقيهاً مدرساً، يجتمع إليه الطلبة بمدرسته بقونية، فدخل يوماً إلى المدرسة رجل يبيع الحلواء، وعلى رأسه طبق منها، وهي مقطعة قطعاً، يبيع القطعة منها بفلس. فلما أتى مجلس التدريس قال له الشيخ: هات طبقك. فأخذ الحلواني قطعة منه وأعطاها للشيخ.. فأخذها الشيخ بيده، وأكلها. فخرج الحلواني، ولم يطعم أحداً سوى الشيخ. فخرج الشيخ في اتباعه، وترك التدريس، فأبطأ على الطلبة. طال انتظارهم إياه، فخرجوا في طلبه فلم يعرفوا له مستقراً. ثم إنه عاد إليهم بعد أعوام، وصار لا ينطق إلا بالشعر الفارسي المتعلق الذي لا يفهم. فكان الطلبة يتبعونه ويكتبون ما يصدر عنه من ذلك الشعر، وألفوا منه كتاباً سموه المثنوي. وأهل تلك البلاد يعظمون ذلك الكتاب ويعتبرون كلامه، ويعلمونه ويقرأونه بزواياهم في ليالي الجمعات".

## شروح
للكتاب شروح عديدة بلغات مختلفة منها:
- شرح مصطفى بن شعبان السُروري المتوفى ٩٦٩ هـ - شرحه بالعربية وهو مخطوط في مكتبة باريس.[7]
- جواهر بواهر مثنوى - شرح تركي من تصنيف صاري عبد الله المتوفى ١٠٧١ هـ.[8]
- المنهج القوي لطلاب المثنوي - من تصنيف يوسف بن أحمد القونوي المولوي الرومي المتوفى ١٢٣٢ هـ. في ستة مجلدات ، أنجزه سنة ١٢٣٠ وهو شرح باللغة العربية.[9]

## انظر ايضًا
- حديقة الحقيقة.
- منطق الطير.